# Gizem
Gizem ist ein türkischer weiblicher Vorname mit der Bedeutung „Geheimnis, Rätsel, Mysterium“.

## Namensträgerinnen
- Gizem Akgöz (* 2001), türkische Leichtathletin
- Gizem Arıkan (* 1993), türkische Schauspielerin
- Gizem Denizci (* 1988), türkische Schauspielerin
- Gizem Emre (* 1995), deutsche Schauspielerin
- Gizem Erdogan (* 1987), schwedische Schauspielerin
- Gizem Güneş (* 1995), türkische Schauspielerin
- Gizem Güven (* 1993), türkische Schauspielerin
- Gizem Karaca (* 1992), türkische Schauspielerin und Model
- Gizem Özer (* 2001), türkische Boxerin
- Gizem Saka (* 1978), türkische Wirtschaftswissenschaftlerin und Künstlerin
- Gizem Sevim (* 1997), türkische Schauspielerin
- Gizem Soysaldı (* 1984), türkische Schauspielerin